# ارفيد بارين
أرفيد بارين (17 نوفمبر 1840 - 14 نوفمبر 1908)، كاتبة ومؤرخةv فرنسية. ارفيد بارين هو الاسم المستعار للسيدة تشارلز فينسنس،   لقد كتبت في الغالب عن موضوع المرأة، لكنها كتبت أيضًا عن السفر والقضايا السياسية المعاصرة والأدب الرائع لمؤلفين مثل إدغار آلان بو وإيتا هوفمان . توفيت في 14 نوفمبر 1908 في باريس.